# Attacco triangolo
L'attacco triangolo è una strategia di attacco della pallacanestro.
I suoi principi di base vennero stilati da Sam Barry, membro della Basketball Hall of Fame, allenatore della University of Southern California. Il suo sistema venne successivamente sviluppato e perfezionato da Tex Winter, che aveva giocato per Barry verso la fine degli anni quaranta, nei suoi anni da capo allenatore della Kansas State University.
La caratteristica principale del sistema è il triangolo formato dal centro in posizione di post basso, dall'ala e dalla guardia posizionata nell'angolo; l'altra guardia della squadra si posiziona in punta alla lunetta e l'altra ala sul lato debole in posizione di post alto.
L'obiettivo dell'attacco è quello di posizionarsi correttamente secondo questo schema per creare una buona spaziatura tra tutti i giocatori in campo e metterli in grado di creare linee di passaggio pulite tra ogni giocatore ed i suoi quattro compagni. Ogni passaggio e successivo taglio devono avere uno scopo e si adattano alle scelte effettuate dalla difesa.

## Il Triangle offense nella NBA
Nel 1985 Tex Winter divenne assistant coach dei Chicago Bulls, insegnando il Triangle offense a Michael Jordan. Venne assunto dal General Manager Jerry Krause, un vecchio amico incontrato ai tempi di Kansas State. Come assistente di Phil Jackson, che divenne capo allenatore dei Bulls nel 1989, Winter giocò un ruolo fondamentale nelle vittorie di sei titoli NBA nel 1991, 1992, 1993, 1996, 1997 e 1998.
Successivamente Winter seguì Phil Jackson ai Los Angeles Lakers, dove ottenne tre ulteriori titoli consecutivi, nel 2000, 2001, 2002 e altri due nel 2009 e nel 2010.